# 공주 신원사 소림원 석고미륵여래입상
공주 신원사 소림원 석고미륵여래입상은 대한민국 충청남도 공주시, 신원사 소림원에 있는 불상이다. 2014년 10월 29일 대한민국의 국가등록문화재 제620호로 지정되었다.

## 개요
금산사 미륵전 미륵대불 제작에 앞서 시행된 공개입찰에서 낙찰된 작품으로 금산사 미륵대불의 축소 모형이라는 것이 중요하며 전통 불상 양식에 서구적인 양식을 혼재한 근대 불상의 대표작이라고 볼 수 있다.
근대기의 조각가에 의해 당시의 신재료인 석고를 이용하여 통일신라의 전통적인 양식에 따라 만든 귀한 자료이다.

## 같이 보기
- 신원사

## 참고 자료
- 공주 신원사 소림원 석고미륵여래입상 - 국가유산청 국가유산포털